# Àngela Gassó i Closa
Àngela Gassó i Closa (Cardona, 13 de maig 1948) és una política catalana, diputada al Parlament de Catalunya en la VI i VII legislatures.

## Biografia
Estudià comerç i arts aplicades. Treballà d'administrativa del 1964 al 1979 i fou professora de l'Escola d'Arts i Oficis de Manresa del 1975 al 1999.
Milità al CDS del 1987 fins al 1991, any en què passà al PSC-PSOE, partit del qual esdevingué consellera nacional. Ha estat regidora de Cardona per CDS i PSC de 1987 a 1994, alcaldessa de 1994 a 1999, i posteriorment de nou regidora. També ha estat membre del Consell comarcal del Bages de 1999 a 2003.
També ha estat diputada pel PSC a les eleccions al Parlament de Catalunya de 1999 –quan esdevingué la primera diputada dona del Bages, el Solsonès i el Berguedà– i 2003, on ha estat vicepresidenta de la Comissió del Síndic de Greuges.